# 書司
書司，是日本過去在律令官制轄下的後宮十二司之一，由女官、女房構成。

## 職掌
書司如其名，職掌後宮的書籍、筆墨紙硯等文具、樂器等等，類似於朝廷中的圖書寮。平安時代時，書司的主要職責在於管理樂器，由其是在節慶之時。

## 結構
1. 尚書：為書司長官，官位相當於從六位。定員1名。過去的例子有清和天皇貞觀十八年（876年）被任命為尚書的小野賢子
2. 典書：為書司次官，官位相當於從八位。定員2名。過去的例子有朱雀天皇天慶元年（938年）被任命為典書的壱志篤子。
3. 女孺：下級女官，定員6名。官位相當於少初位。

## 相關項目
- 後宮十二司